# Dylan Fabre
Dylan Fabre, född 10 november 2000 i Grenoble, är en fransk ishockeyforward som spelar med Ässät i finska FM-ligan. Han har spelat för det franska landslaget samt sin moderklubb Brûleurs de Loups i Ligue Magnus. Han har vunnit två franska mästerskap. 2023 vann han Jean-Pierre Graff-trofén som den bästa unga spelaren i Ligue Magnus. Fabre är känd för sina skridskoskickligheter som han kan använda för att skapa målchanser. Fabre spelar som ytterforward.
Han spelade med sin moderklubb fram till 2023 då han flyttade till det finska laget Ässät.